# Endomychinae
Endomychinae es una subfamilia de coleópteros polífagos. Hay por lo menos 10 géneros y 500  especies descritas (255 especies en el género Stenotarsus).

## Géneros
- Meilichius
- Danae Reiche, 1847
- Endomychus Panzer, 1795
- Saula Gerstaecker, 1858
- Stenotarsus Perty, 1832
- Danascelis - Hadromychus (colocados en la subfamilia Danascelinae según algunos taxónomos)